# Cinderford
Cinderford is een civil parish in het bestuurlijke gebied Forest of Dean, in het Engelse graafschap Gloucestershire met 8494 inwoners.

## Galerij

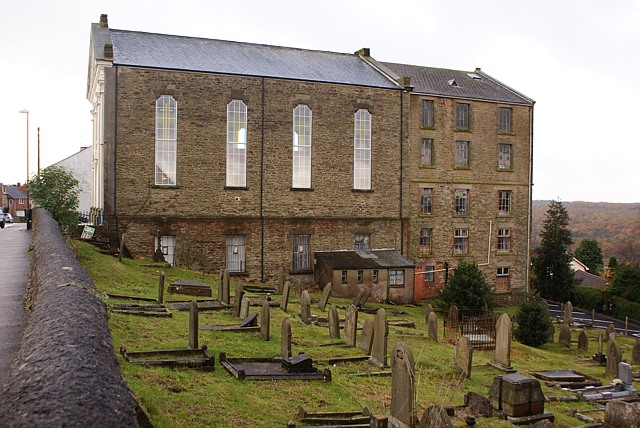
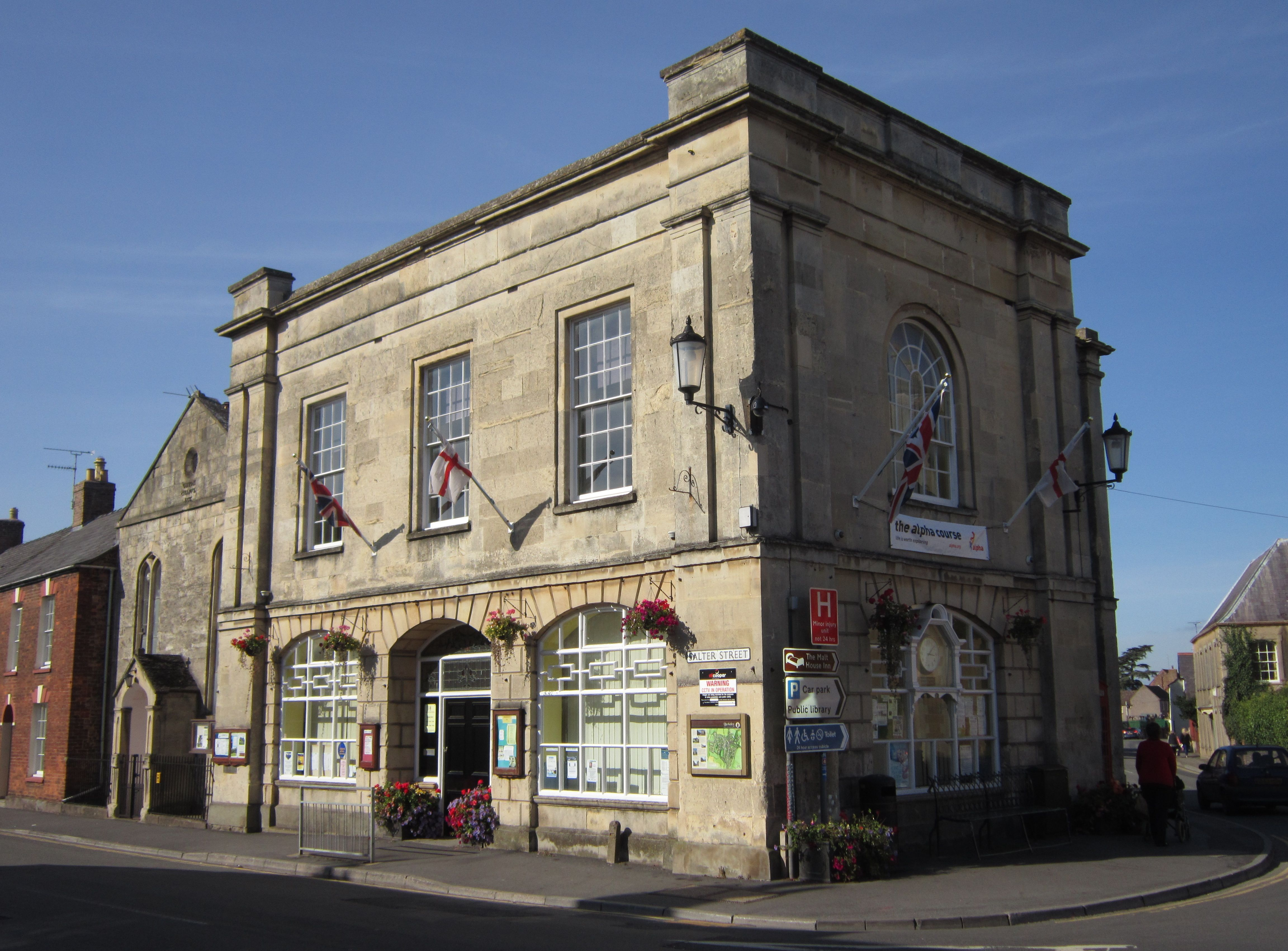
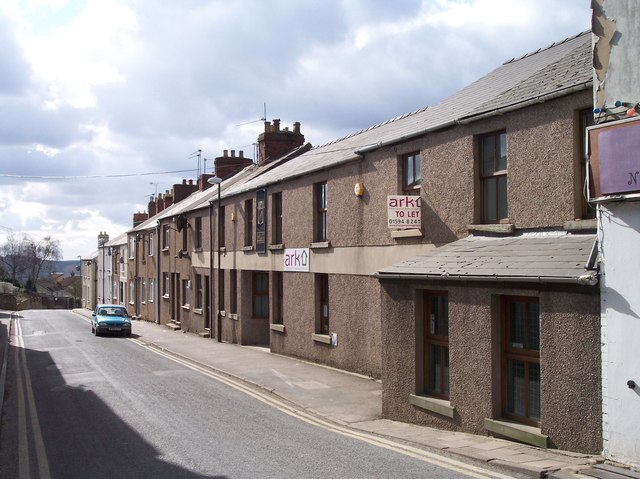